# Ovifat
Ovifat (deutsch Fischvenn) ist ein Ortsteil der Gemeinde Weismes (französisch (amtlich) Waimes) in Ostbelgien, Provinz Lüttich, mit einer überwiegend Französisch sprechenden Bevölkerung, aber mit Spracherleichterungen für die Minderheit der Deutsch sprechenden Bevölkerung. Weismes bildet mit der Gemeinde Malmedy den Wahlkanton Malmedy.
Im frühen Mittelalter gehörte Ovifat mit Mont, Xhoffraix und Longfaye zu den aufstrebenden Gemeinden am Südhang des Vennplateaus, die von Malmedy aus am rechten Warcheufer besiedelt wurden. Diese Gemeinden hatten im Vennhinterland genügend Flächen zum Weiden und Heuen. Die Orte lagen an den Straßen zwischen Hokai und der Via Mansuerisca.

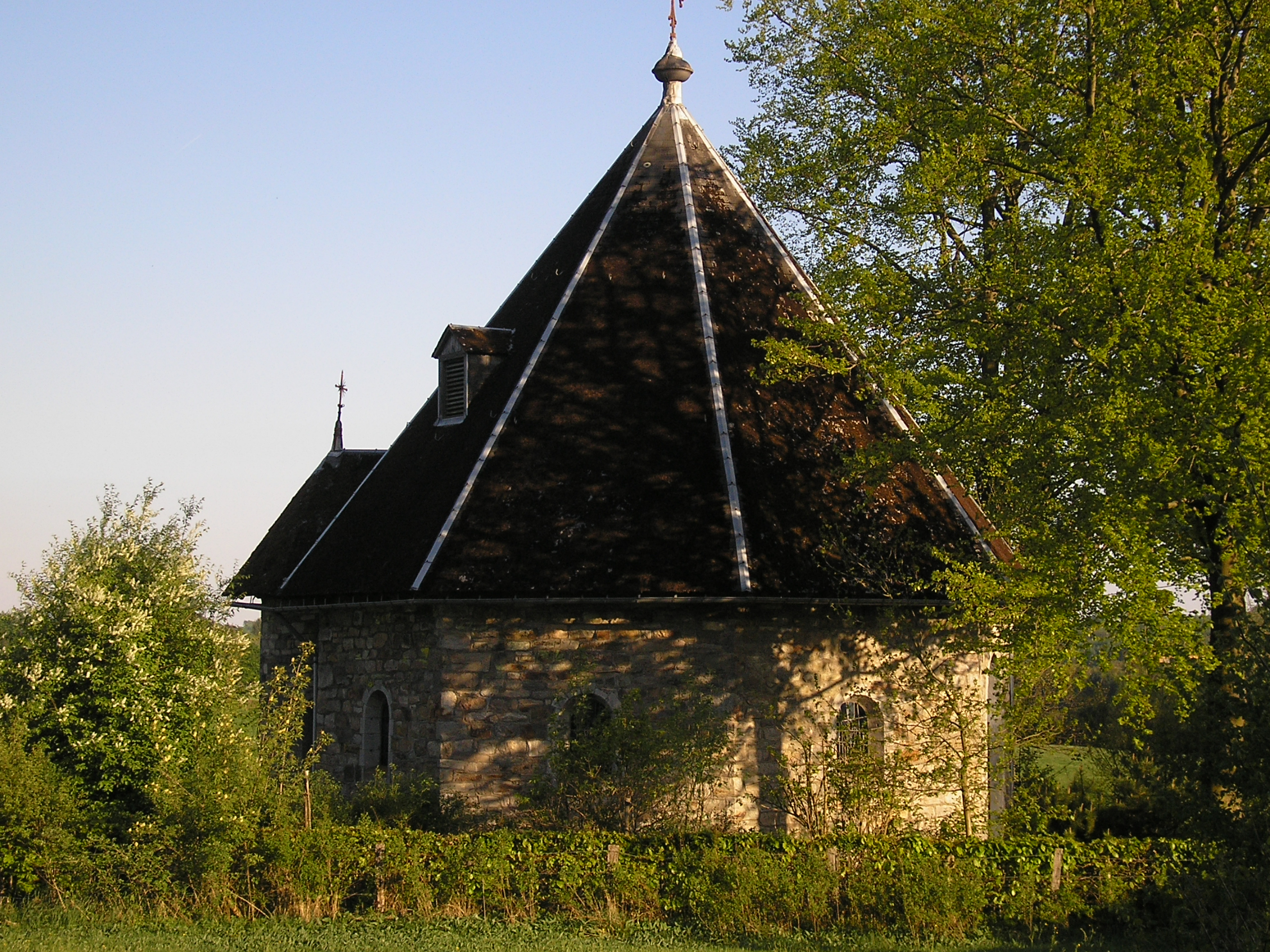
Chapelle de Cheneux

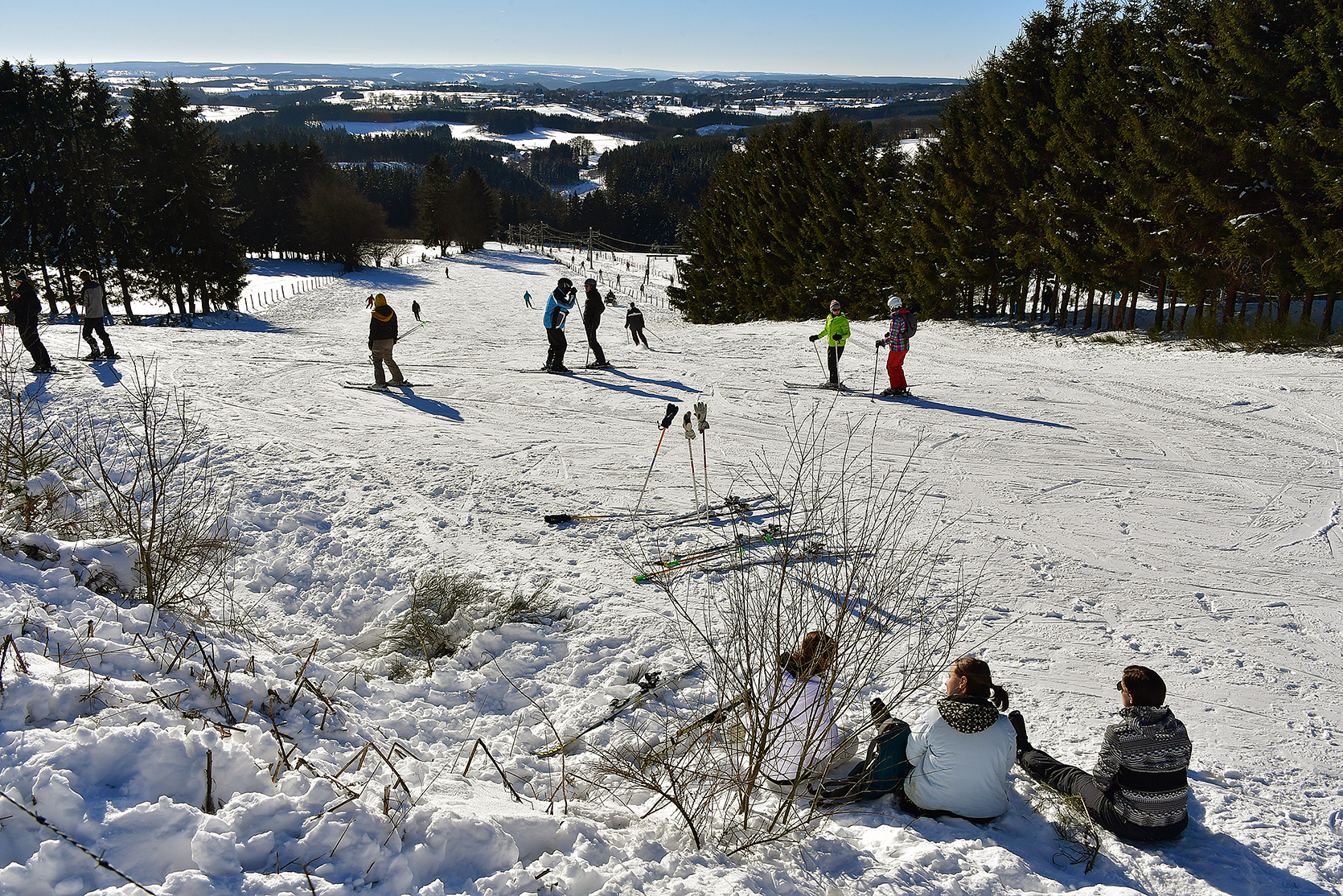
Skipiste in Ovifat

Das Zentrum von Ovifat bildet heute die 1935 geweihte Kirche St. Remaklus. Erstmals erwähnt, und in der heutigen Form 1898 erbaut, ist die Kapelle von Cheneux, die an der Straße zur Burg Reinhardstein liegt. 1354 war Baubeginn für die Burg, die von Napoleons Revolutionstruppen zerstört wurde. 1969 begann der Wiederaufbau 60 m über dem Warchetal, seit 1977 steht Reinhardstein unter Denkmalschutz.
Viele Einwohner arbeiten in den umliegenden Orten, pendeln aber auch bis Luxemburg und Deutschland. Die Milchwirtschaft ist bis auf einen Betrieb mit einer entsprechend großen Herde geschrumpft. Auffällig sind die schottischen Hochlandrinder. Sie sind ganzjährig im Freien und weiden oberhalb des Parkplatzes von Schloss Reinhardstein. Das letzte Sägewerk in Ovifat ist auf den Holzhausbau im Niedrigenergiesektor spezialisiert.
Mit der Burg, dem See von Robertville, einer Anlage für Alpinski – jetzt auch mit Sommernutzung per Kart – sowie vielen Wander- und Radwegen ist der Ort stark touristisch geprägt. Über Wanderwege erreicht man das Naturparkzentrum Botrange und Belgiens höchsten Punkt, den Aussichtsturm „Signal de Botrange“.
Typisch für Ovifat und andere Orte am Hohen Venn sind die Bruchsteinhäuser sowie die hohen Buchenhecken als Windschutz. Der Spitzname für die Bewohner ist barras (Widder).

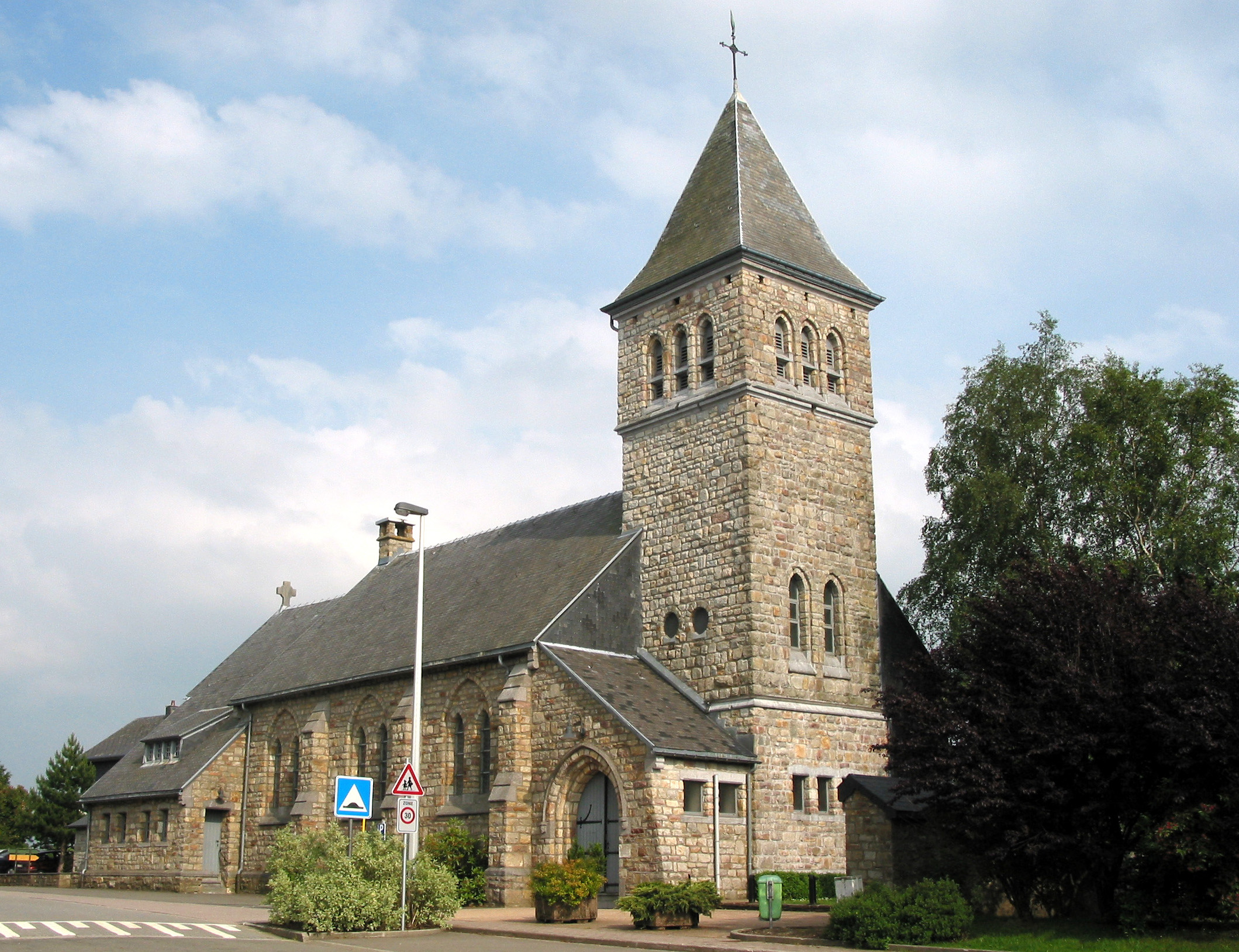
St. Remaklus in Ovifat
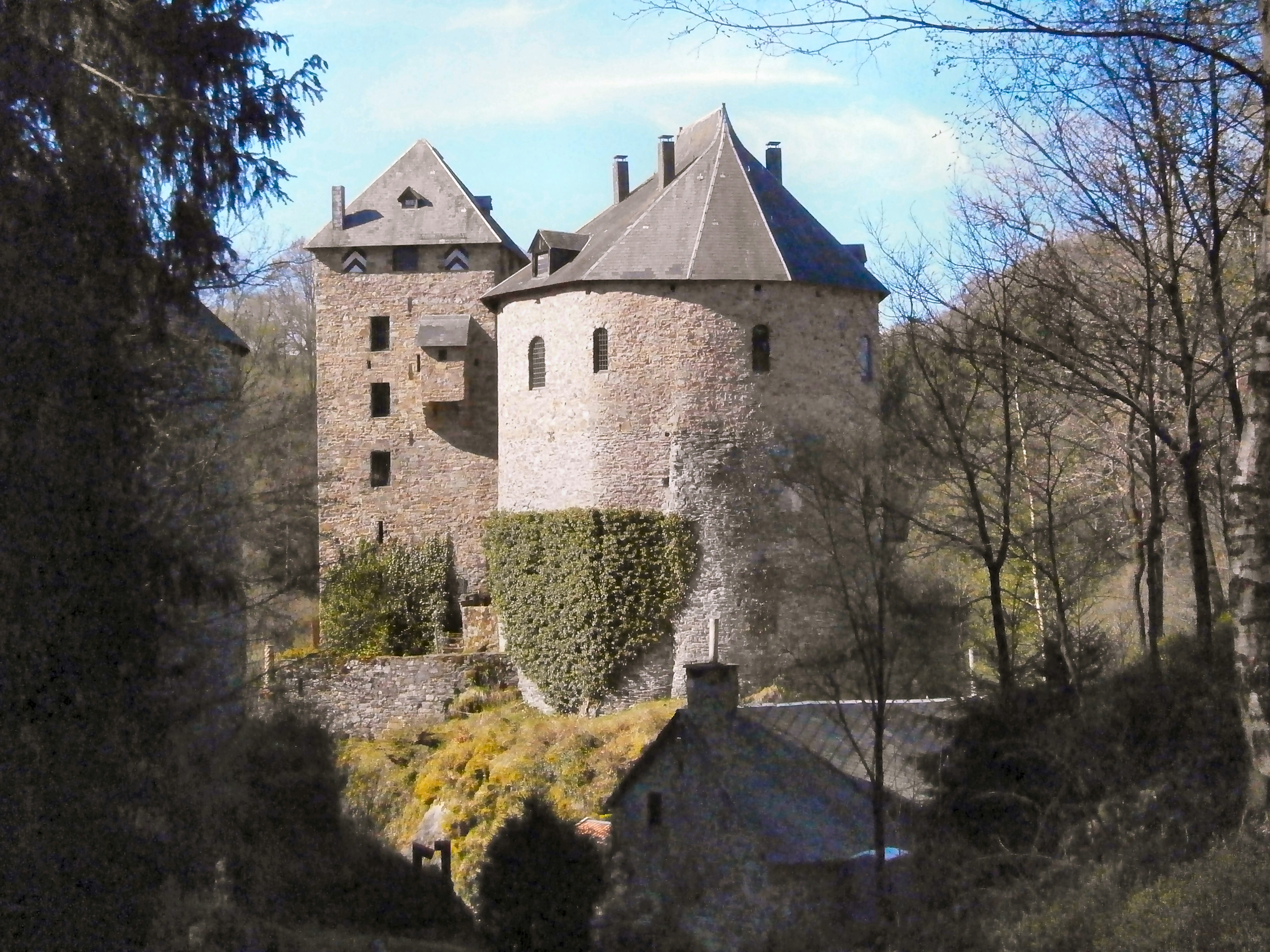
Burg Reinhardstein
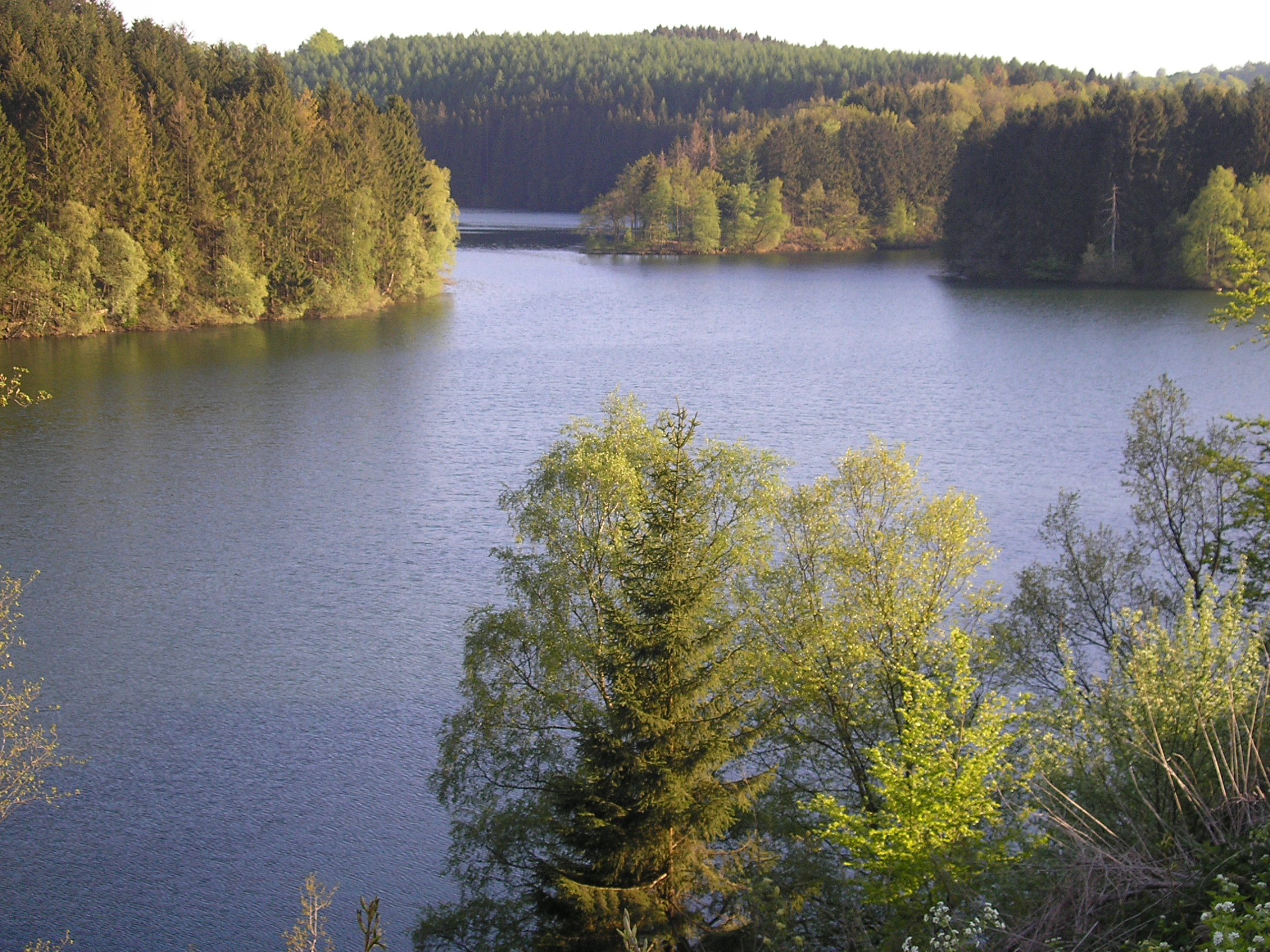
Stausee bei Robertville

## Wintersport
Seit Beginn der 1930er Jahre wird in Ovifat alpiner Ski gefahren. Es stehen zum Skifahren und Snowboarden drei Abfahrtspisten und drei Schleppliftanlagen zur Verfügung. Das Wintersportgebiet liegt auf einer Höhe zwischen 530 und 600 m.